# Prefectura de Chari-Baguirmi
Chari-Baguirmi fue una de las 14 prefecturas de Chad. Ubicada en el oeste del país, Chari-Baguirmi cubría un área de 82 910 kilómetros cuadrados y tenía una población de 720 941 en 1993. Su capital era Yamena.
Se encontraba dividida en las subprefecturas de Bokoro, Bousso, Massakory, Massénya, Yamena-Rural y Yamena-Urbana.